# TV4-nyheterna Skaraborg
TV4-nyheterna Skaraborg är en lokal TV-station som ger lokalnyheter för befolkningen i Skaraborg. Korta nyhetssändningar sänds vardagsmorgnar varje halvslag i Nyhetsmorgon samt i 19.00-sändningen och 22.30 på måndag-torsdagar. Sändningen sker från Göteborg.